# Георгије Синкел
Георгије Синкел (грч. Γεώργιος ὁ Σύγκελλος, умро око 810) био је византијски хроничар.
Дуго је као монах живео у Палестини, а затим је дошао у Цариград, где је постао синкел цариградског патријарха Тарасија. Синкел је обављао дужност патријарховог приватног секретара, углавном је био епископ, и важио је за најзначајнију црквену особу у Цариграду након самога патријарха, па је често и наслеђивао претходника на положају патријарха. Међутим, Георгије није постао патријарх након Тарасија, већ се повукао у манастир, где је написао своју Хронику (Ἐκλογὴ χρονογραφίας), која је обрађивала догађаје од Адама и Еве до почетка Диоклецијанове владавине 284. године.
Ова хроника, како сугерише и њен наслов, више је табеларни хронолошки преглед са белешкама него права историја. Георгије је наставио хронолошку структуру Јулија Африканца, стриктно распоређујући догађаје према времену у којем су се одиграли те их називајући према години у којој су се догодили. Георгије ређа догађаје сувопарно, хронолошким редом, а нарочито је оскудно описао догађаје после Христове смрти. Циљ му је био да усагласи хронологију с подацима у Библији, на основу године 5500. као године Христовог рођења. Дело садржи многе противречности и није довршено, па је стога касније мало коришћено.
Текст стално прекидају дугачке временске таблице, тако да је Карл Крумбахер за ово дело рекао да „представља пре велики историјски попис [Geschichtstabelle] са додатим објашњенима него светску историју“. Георгије се показује као непоколебљиви бранитељ хришћанске ортодоксије те цитира велике црквене оце као што су Григорије Назијански и Јован Хризостом. Међутим, упркос религијској пристрасности те сувопарном и незанимљивом карактеру овога дела, оно је веома значајно јер доноси фрагменте старогрчких писаца и апокрифних књига. На пример, уз помоћ овог Георгијевог дела реконструисани су значајни делови Евсевијеве хронике. Главни извори којима се служио јесу Анијан из Александрије и Панодор из Александрије (монаси који су писали почетком V века), од којих је Георгије стекао највећи део свога знања о Манетоновој историји. Такође се веома много ослањао на Евсевије, Дексипа и Јулија Африканца.
Синкелову хронику је након његове смрти наставио његов пријатељ Теофан Исповедник. Папски библиотекар Анастазије је на латинском саставио Троделну историју (Historia tripartita) од дела Синкела, Теофана и патријарха Никифора. Ово дело, написано између 873. и 875. године, проширило је по западу Синкелово датирање разних догађаја. На истоку је у међувремену Георгијеву славу потамнила Теофанова.